# Remigia languescens
Remigia languescens là một loài bướm đêm trong họ Erebidae.